# 북마리아나 제도의 국가
북마리아나 제도의 국가는 차모로어로 기탈로기할롬타시(Gi Talo Gi Halom Tasi)라고 부르며 캐롤라인어로 사틸 마타왈 파시피코(Satil Matawal Pacifico)라고 부른다. 또는 영어로 바다 한가운데서(In the Middle of the Sea)라고 부른다. 평시에는 미국의 국가 뒤에 연주되지만, 농구, 미식축구, 배구, 야구, 축구 등의 스포츠 경기가 있을 때는 이 노래가 단독으로 연주된다.

## 차모로어가사
1절
Gi talo gi halom tasi (기 탈로 기 할롬 타시)
Nai gaige tano' ho (나이 가이게 타노 호)
Ayo nai siempre hu saga (아요 나이 시엠프레 후 사가)
Malago' ho (말라고 호)
Ya un dia baihu hanao (야 운 디아 바이후 하나오)
Bai fatto ha' ta'lo (바이 파토 하 탈 로)
Tisinoa hao hu dingo (티시노아 하오 후 딩고)
O tano' ho (오 타노 호)
후렴
Mit beses yan mas (미트 베세스 얀 마스)
Hu saluda hao (후 살루다 하오)
Gatbo na islas Marianas (가트보 나 이슬라스 마리아나스)
Hu tuna hao (후 투나 하오)

## 캐롤라인어가사
1절
Satil matawal Pacifico (사틸 마타왈 파시피코)
Igha elo faluweey iye (이가 엘로 팔루웨이 이예)
Ighilal igha ebwe lootiw (이길라이 이가 에브웨 루티우)
Tipeey iye (피테이 이예)
Eew rual nge ibwe mwetesangi (에위 루알 응게 이브웨 므웨테상기)
Nge ibwal sefaalitiiy (응게 이브왈 세팔리티이)
Ese mmwel bwe ibwe lighiti (에세 음뭴 브웨 이붸 리기티)
Bwe falaweey (브웨 팔라웨이)
후렴
Sangaras fa bwughuwal (상가라스 파 부구왈)
Ay tirow ngalugh (아이 티로우 응갈루그)
Ling ghatchul teel (링 가트쿨 텔)
Faliui Marianas (팔리우이 마리아나스)
Ay Mwareiti (아이 므와레이티)